# روبن ایرانزو
روبن ایرانزو (انگلیسی: Rubén Iranzo؛ زادهٔ ۱۴ مارس ۲۰۰۳) بازیکن فوتبال اهل اسپانیا است که در پست مدافع میانی برای والنسیا سی اف مستایا بازی می‌کند.
وی همچنین در تیم‌های ملی فوتبال زیر ۱۶ سال اسپانیا، زیر ۱۷ سال اسپانیا، زیر ۱۸ سال اسپانیا، و زیر ۱۹ سال اسپانیا بازی کرده‌است.